# Kepler-37 b
Kepler-37 b — экзопланета, обращающаяся вокруг звезды Kepler-37 в созвездии Лиры. Планета находится на расстоянии около 210 световых лет от Солнца. На момент открытия была самой маленькой из известных экзопланет, её радиус лишь немногим превышает радиус Луны.

## История открытия
Kepler-37 b вместе с другими планетами Kepler-37 c и Kepler-37 d была обнаружена 20 февраля 2013 года космическим телескопом Кеплер, наблюдающим за звёздными транзитами.
Транзитный метод, помимо самого́ факта наличия планеты, позволяет также определить отношение размеров планеты и звезды (по степени падения яркости звезды во время прохождения планеты по её диску); таким образом, чтобы узнать размер планеты, нужно определить размер звезды. В случае Kepler-37 использовались методы астросейсмологии: путём анализа доплеровского сдвига линий в спектре звезды исследователи определили резонансные частоты акустических колебаний звезды, что и позволило оценить её размер.
На момент исследования Kepler-37 была самой маленькой звездой, изученной методом астросейсмологии. Размеры планеты также оказались самыми маленькими из когда-либо обнаруженных планет за пределами Солнечной системы, что позволяет сделать предположение, что маленькие планеты являются широко распространёнными.

## Физические свойства и параметры орбиты
Диаметр планеты Kepler-37 b составляет около 3900 километров (чуть больше диаметра земной Луны). Планета расположена близко к своей звезде — 0,1 а. е. Один оборот вокруг материнской звезды планета совершает за 13,4 дня. Средняя температура поверхности составляет около 425 °C (800 °F), что сравнимо с температурой поверхности Меркурия. Поверхность планеты предположительно состоит из каменных материалов. НАСА подчеркнуло, что у планеты отсутствует атмосфера, соответственно, там не может существовать жизнь.